# Max Stirn
Max Stirn (* 10. Mai 1880 in Köln; † 7. Mai 1916 in Nürnberg:225) war ein deutscher Architekt, der in seiner Heimatstadt Köln tätig war.

## Leben
Max Stirn studierte Architektur, legte nach einem Referendariat 1909 das zweite Staatsexamen ab und wurde zum Regierungsbaumeister (Assessor im öffentlichen Bauwesen) ernannt. Den Titel Regierungsbaumeister a. D. führte er auch, nachdem er sich gegen eine Beamtenlaufbahn entschieden hatte und selbständig in Köln tätig war. Außerdem promovierte er zum Doktor-Ingenieur (Dr.-Ing.).
Stirn war Mitglied im Deutschen Werkbund sowie im Architekten- und Ingenieur-Verein für Niederrhein und Westfalen und in der Vereinigung für Kunst in Handel und Gewerbe Cöln.:225
Im Ersten Weltkrieg wurde Stirn für den Bau kriegswichtiger Industrieanlagen verpflichtet und starb 1916 an den Folgen einer während dieser Tätigkeit zugezogenen schweren Verletzung.:225

## Werk
Stirns Werk umfasst unter anderem Villen, Wohn- und Geschäftshäuser, Arbeitersiedlungen, Industrieanlagen und -bauten sowie Hotels in Deutschland und der Schweiz.:213 Zu seinen bedeutendsten und umfangreichen Projekten gehörte die „Landhaus-Kolonie Sürth“ im gleichnamigen Kölner Stadtteil, die nach den Plänen Stirns von Sommer 1910 bis 1912 für die Cölner Gelände-Gesellschaft m.b.H. in offener Bauweise in den Straßen Ulmenallee, Rotdornallee und Ober Buschweg entstand. Sie ist eine von sehr wenigen nach einer einheitlichen Planung ausgeführten geschlossenen Villenbebauungen im Kölner Raum.:213

„In der kurzen Zeit selbständiger Wirksamkeit hat er außer der erfolgreichen Beteiligung an zahlreichen Wettbewerben in seiner Vaterstadt und in Nürnberg mehrere Wohn- und Geschäftshäuser errichtet oder umgebaut, vor den Toren Kölns, in Sürth, eine anheimelnde Landhauskolonie, in Troisdorf und weiter in Sachsen und an der Nordseeküste umfangreiche Industriebauten, Arbeiterwohnungen mit den sie umgebenden Anlagen, in der Schweiz, besonders im schönen Gunten am Thuner See, große und behaglich eingerichtete Gasthöfe geschaffen.“

### Bauten in Köln
| Bauzeit   | Ortsteil | Adresse                                    | Bild           | Objekt                                                                                                 | Maßnahme      | Anmerkungen                       |
| --------- | -------- | ------------------------------------------ | -------------- | --- | ------------- | --------------------------------- |
| 1910/1911 | Sürth    | Ulmenallee 9 Lage                          |                | Wohnhaus in der „Landhaus-Kolonie Sürth“:216                                                           | Neubau:216    | Denkmalschutz                     |
| 1910/1911 | Sürth    | Ulmenallee 6/8 Lage                        | weitere Bilder | Doppelvilla in der „Landhaus-Kolonie Sürth“:218                                                        | Neubau:218    | Denkmalschutz                     |
| 1910/1911 | Sürth    | Ulmenallee 16/18 Lage                      | weitere Bilder | Doppelvilla in der „Landhaus-Kolonie Sürth“:220 f.                                                     | Neubau:220 f. | Denkmalschutz                     |
| 1910/1911 | Sürth    | Ulmenallee 20/22 Lage                      | weitere Bilder | Doppelvilla in der „Landhaus-Kolonie Sürth“:218                                                        | Neubau:218    | Denkmalschutz                     |
| 1910/1911 | Sürth    | Ober Buschweg 22 Lage                      |                | Wohnhaus in der „Landhaus-Kolonie Sürth“:224                                                           | Neubau:224    | Denkmalschutz                     |
| um 1911   | Sürth    | Ulmenallee 1 Lage                          | weitere Bilder | Wohnhaus in der „Landhaus-Kolonie Sürth“:225                                                           | Neubau:225    | Denkmalschutz                     |
| 1910–1912 | Sürth    | Ulmenallee 10–14 Lage                      | weitere Bilder | Häusergruppe/Dreivillenzeile in der „Landhaus-Kolonie Sürth“:222 f.                                    | Neubau:222 f. | Denkmalschutz                     |
| 1914      | Deutz    | auf dem Ausstellungsgelände (Messegelände) |                | Niederrheinische Weinschenke (im Ensemble „Niederrheinisches Dorf“) auf der Kölner Werkbundausstellung | [ 4 ]         | nach Ausstellungsende abgebrochen |
| 1914      | Riehl    | Riehler Straße 173                         |                | Zoologischer Garten Köln: Freigehege mit Affenfelsen                                                   | Neubau        | teilweise kriegszerstört          |

### Bauten außerhalb von Köln
| Bauzeit   | Stadt Stadtteil    | Adresse              | Bild           | Objekt     | Maßnahme | Anmerkungen                |
| --------- | ------------------ | -------------------- | -------------- | ---------- | -------- | -------------------------- |
| 1911/1912 | Hamburg Stellingen | Högenstraße 114 Lage | weitere Bilder | Wasserturm | Neubau   | Wahrzeichen des Stadtteils |

### Wettbewerbsentwürfe
- 1912/1913: (Wuppertal-) Barmen, Missionshaus auf der Hardt (Ankauf)[5]
- 1913: Varel, Wasserturm (Ankauf)[6]
- 1913: Köln, Stadtteil Ehrenfeld, evangelische Kirche mit Pfarrhaus und Volksschule (1. Preis und Beauftragung)[7][8]
- 1913: Immigrath, katholische Volksschule (3. Preis)[9]